# Estat de Dosso
Dosso va ser un estat ja no existent del Níger en l'actual Dosso. El seu cap tradicional es deia Jermakoy (o Zarmakoy), un estrany títol autòcton que literalment vol dir "El que posseeix els jermas". Els jermes o zarmes són el grup ètnic predominants de Dosso.
Jermakoys:
- 1856 - 1865 Kossom
- 1865 - 1890 `Abdu
- 1890 - 1897 Alfa Atta
- 1897 - 1902 Atiqu
- 1902 - 1913 Awta
- 1913 - 1924 Musa
- 1924 - 1938 Sa`idu
- 1938 - 19.. Mumuni
- 19.. - 19.. Sa`idu Isufu Sa`idu

## Font
- WorldStatesmen- Niger